# БНТ 2
БНТ 2 е национална обществена телевизионна програма на Българската национална телевизия. Програмата стартира на 16 октомври 2011 г. Тя е наследник на закритата през 2000 г. втора програма на БНТ – Ефир 2. Стартира през октомври 2011 г. на мястото на всички регионални телевизионни центрове на националната телевизия. БНТ 2 излъчва авторски програми, новинарски емисии и спортни събития. В програмата е включен и т.нар. „регионален блок“ с авторски излъчвания на бившите регионални програми. Каналът излъчва още и актуални предавания, чужди сериали и „Спорт ТОТО“ (извънредно).

## История

### Втора програма, Ефир 2
Съгласно Решение на Министерския съвет № 189 от 18 май 1974 г. Втора програма на Българската телевизия е открита на 9 септември 1975 г. През 1992 г. е преименувана на „Ефир 2“.
През 1999 г. Министерският съвет взима решение втората национална телевизионна мрежа да бъде приватизирана. В 21:10 ч. на 31 май 2000 г. Ефир 2 казва „Сбогом!“ на българските зрители с прощалния филм на Екатерина Генова „Ефир 2 – снимка за спомен“. Водещата на предаването „Ах, тези муцуни!“, която работи в Ефир 2 от създаването му, е заснела обзор на съществувалия 25 г. и вече приватизиран канал. След този филм, Ефир 2 излъчва една последна емисия новини, филм и концерта „Само една нощ с Рики Мартин“. 40 минути след полунощ сигналът е изключен. На честотите на Ефир 2 от 1 юни 2000 г. започва да предава частната телевизия bTV.
През есента на 2007 г. се появява информация, според която, във връзка с цифровизацията на ефирното излъчване, БНТ планира да поднови излъчването на втора програма. Това става на 16 октомври 2011 г.

### Регионални програми

#### Пловдив
Регионалният телевизионен център в Пловдив е открит на 22 март 1971 г. като поделение на Българската телевизия.
Първите самостоятелни предавания започват през април 1993 г. като едночасови програми всеки работен ден преди началото на следобедната програма на Канал 1, за разлика от другите регионални центрове, които излъчват сутрин. Пловдивският център излъчва чрез предавателя на връх Ботев и всички ретранслатори в зоната му, която представлява около 65% от територията на страната.
От април 1998 г. ТВ канал „Пловдив“ излъчва на собствени ефирни честоти за района на Пловдив, по-късно са пуснати и предаватели за Смолян и Кърджали. Програмата първоначално е от 18:00 до 22:00 часа, а от 6 март 2006 г. се излъчва от 17:00 до 23:00 часа. От 2008 г. излъчва осемчасова програма – от 16.00 до 24.00 часа, под новото име „БНТ Пловдив“. През октомври 2011 г. на честотите на „БНТ Пловдив“ започва излъчване новия канал „БНТ 2“.

#### Варна
Регионалният телевизионен център във Варна е открит на 9 септември 1972 г. като поделение на Българската телевизия.
От 2 май 1993 г. РТВЦ Варна започва излъчването на регионални програми, сутрин от 7:30 до 8:30 ч. на честотите на Канал 1 по българското Черноморско крайбрежие.
През 1998 г. стартира и самостоятелното излъчване на ТВ канал „Море“ като програмата му се излъчва от 17:00 до 23:00 часа за регионите на Варна и Бургас, в следващите години са включени и предаватели за Добрич и Шабла. От септември 2007 г. Програма „Море“ на РТВЦ Варна се излъчва всеки ден от 16.00 до 24.00 часа. През 2008 г. наименованието на канала е променено на „БНТ Море“, а през октомври 2011 г. на честотите му започва излъчване новият канал „БНТ 2“.

#### Русе
Регионалният телевизионен център в Русе е открит на 12 февруари 1973 г. като поделение на Българската телевизия.
През април 1993 г. РТВЦ Русе започва ежедневно излъчване в рамките на сутрешния блок на Канал 1. Програмата е от 7:30 до 8:30 в делнични дни и от 8:30 до 9:30 – в празнични.
След 1998 г. ТВ канал „Север“, вече на собствени честоти, излъчва ежедневно от 18:00 до 22:00 ч., а от 6 март 2006 г. програмата се излъчва от 17:00 до 23:00 часа за регионите на Русе, Силистра, Разград и Велико Търново.
От септември 2007 г. Програма „Север“ на РТВЦ Русе се излъчва всеки ден от 16.00 до 24.00 часа. През 2008 г. наименованието на канала е променено на „БНТ Север“, а през октомври 2011 г. на честотите му започва излъчване новият канал „БНТ 2“.

#### Благоевград
Регионалният телевизионен център в Благоевград е открит на 9 септември 1975 г. като поделение на Българската телевизия.
На 20 април 1993 година стартира и ТВ канал „Пирин“. Програмата излъчва от 18 до 22 часа публицистични, документални и забавни предавания, половината от които са собствена продукция на центъра. След 6 март 2006 г. програмата на ТВ канал „Пирин“ се излъчва ежедневно от 17:00 до 23:00 часа. От септември 2007 г. Програма „Пирин“ на РТВЦ Благоевград се излъчва всеки ден от 16.00 до 24.00 часа. През 2008 г. наименованието на канала е променено на „БНТ Пирин“, а през октомври 2011 г. на честотите му започва излъчване новият канал „БНТ 2“.

#### София
На 10 юни 2010 г. на БНТ е издадена лицензия за регионален телевизионен канал „БНТ София“. Предвиждало се е новият канал да се излъчва ефирно аналогово в региона на град София. Неколкократно началната дата на разпространение е отлагана поради невъзможност на БНТ. В края на септември националната телевизия взема решение да обедини регионалните центрове в БНТ 2, като това включва и лицензията за БНТ София. От февруари 2012 аналоговото излъчване за София е преустановено заради новия план за преход към цифрова ефирна телевизия.